# Chlorophytum nzii
Chlorophytum nzii là một loài thực vật có hoa trong họ Măng tây. Loài này được A.Chev. ex Hepper mô tả khoa học đầu tiên năm 1968.